# اچ‌ام‌تی مکبث (تی۱۳۸)
اچ‌ام‌تی مکبث (تی۱۳۸) (به انگلیسی: HMT Macbeth (T138)) یک کشتی بود که طول آن ۱۶۴ فوت (۵۰ متر) بود. این کشتی در سال ۱۹۴۰ ساخته شد.